# Gorampa
Gorampa Sonam Senge (Go rams pa ou Go bo rab ’byams pa bSod nams seng ge, 1429-1489) est un maître tibétain sakyapa et l'un des plus grands philosophes de l'histoire du Tibet. Il est né au Tibet oriental. Il partit au Tibet central pour étudier avec le maître  Rongtön Shākya Gyaltsen (Rong ston Shā kya rgyal mtshan, dit Shes bya kun rig, 1367-1449). Ce dernier étant mort en 1449, Gorampa étudia auprès de son plus fidèle disciple Sangyépel. Partout où il allait, il impressionnait par son intelligence exceptionnelle. Il étudia les tantras avec le maître Ngorchen Künga Zangpo. Vers 1461, il composa un  commentaire majeur sur le livre la Discrimination des Trois Vœux (sDom gsum rab dbye) de Sakya Paṇḍita. Il fonda ensuite son propre monastère et un collège philosophique en 1474 dans le Ü-Tsang où il composa de nombreux ouvrages dont La Distinction des Vues (lta ba'i shan 'byed). Il mourut brutalement en 1490.
La pensée de Gorampa comme celle de ses maîtres Rongtön Sheja Künrig et  Samgyépel s'oppose à l'interprétation  du Madhyamaka par Tsongkhapa (Tsong kha pa Blo bzang grags pa, 1357-1419), rétrospectivement considéré comme le fondateur de la branche gelugpa du bouddhisme tibétain et la plus haute autorité doctrinale pour cette école. Entre bien d'autres points, Gorampa considère que la distinction entre madhyamaka prāsangika et madhyamaka svātantrika doit être entièrement examinée, la ligne de démarcation posée par Tsongkhapa ne correspond à rien qui soit à la fois rationnel et bien établi dans les textes. D'autre part, Gorampa a développé une interprétation intermédiaire du Madhyamaka entre celle dite Shentong (gzhan stong) et celle de Tsongkhapa et de ses continuateurs gelugpa, qui eut un impact majeur sur l'école sakyapa mais aussi sur Mipham Rinpoché (1846–1912) lorsqu'il développa de manière originale la doctrine de l'école Nyingmapa. En raison de ses critiques de Tsongkhapa et dans un contexte de rivalité politique entre les différentes écoles du Bouddhisme tibétain, son œuvre a parfois été frappée d'interdit.
Gorampa est un penseur de l'« âge classique, » de la pensée tibétaine, c'est-à-dire la période de la fin du XIVe siècle jusqu'au XVIe siècle. Cet âge comprend, entre autres, Gorampa, Rendawa Shyönnu Lodrö (Red mda’ ba gZhon nu blo gros, 1349-1412), Rongtön Sheja Kunrig, Tsongkhapa et ses successeurs. C'est durant cette période que les principaux courants philosophiques prennent leur forme quasi-définitive.

## Les trois courants de la philosophie tibétaine
Dans sa Distinction des vues, Gorampa propose une vue d'ensemble des interprétations tibétaines du Mahāyāna. Il dégage trois grands courants dans la philosophie tibétaine : l'approche de Dolpopa (1292-1361), celle de Tsongkhapa (1357-1419) et la sienne, qu'il estime être celle des maîtres anciens auxquels il se veut fidèle. C'est ce qu'explique Stéphane Arguillère:

« Gorampa, dans sa Distinction des vues, réduit finalement [les philosophies tibétaines] à seulement trois grands types doctrinaux, le « type » Dolpopa, le « type »  Tsongkhapa et le « type » dans lequel il s'inscrit lui-même. »

Les trois approches diffèrent dans leur interprétation du Madhyamaka qui joue un rôle central dans le Bouddhisme indo-tibétain. Pour les Nyingmapas, qui admettent que les tantra ont des doctrines (lta ba) distinctes et supérieures à celles de la philosophie du Mahāyāna « exotérique », le Madhyamaka joue un rôle central entre les enseignements des deux écoles philosophiques (grub mtha’) du Petit Véhicule et ceux de l'école idéaliste dite Cittamātra, d'une part, qui donnent une description cohérente de la vérité relative, et les enseignements supérieurs  des tantras et surtout du Dzogchen, d'autre part. Ce point de vue, cependant, n'est pas celui de Gorampa en particulier, ni de l'école de Sakya en général : comme les Gelukpas, les Sakyapas considèrent en effet les tantras surtout comme un ensemble de méthodes pratiques permettant l'obtention rapide du fruit ultime qu'est l'Éveil.

### L'approche de Dolpopa
Dolpopa (1292-1361) était un maître sakyapa qui fonda l'école Jonang reposant sur l'approche Madhyamaka shentong. Stéphane Arguillère explique la doctrine shentong de la façon suivante:

« À la différence des formes classiques [du madhyamaka], qui, d'une manière ou d'une autre, affirment l'universelle vacuité, l'irréalité de toutes choses, comparées à un rêve ou à une illusion magique, le système du Vide d'Altérité [(shentong)] se caractérise par cette position selon laquelle, si les « phénomènes superficiels » sont bien vides de nature propre, la Réalité ultime, elle, n'est vide que des caractéristiques des phénomènes relatifs. Autrement dit, l'absolu (paramartha), loin d'être la vacuité même des phénomènes, est une réalité dotée d'attributs positifs, qui se découvre quand on passe par-delà le voile des phénomènes illusoires. On est au plus près des doctrines brahmaniques. »

L'école Jonang fut interdite par les Gelugpa au XVIIe car ils la considéraient comme quasi-hérétique. Malgré tout, le shentong continua d’être transmis par certains lamas des traditions Kagyu et Nyingma. C'est sous ce nom — mais la continuité historique avec la doctrine de Dolpopa est incertaine — que des auteurs Kagyüpa modernes, notamment Jamgön Kongtrül Lodrö Thaye (1813-1898/90) produisirent une synthèse doctrinale nouvelle, censée être plus compatible avec le contenu des tantra et avec la vue de la Mahāmudrā, considérée comme le sommet contemplatif dans cette école. Jamgön Kongtrül Lodrö Thaye se réclamait en particulier des IIIe (Rangjung Dorje, 1284-1339) et VIIIe (Mikyö Dorje, 1507-1554) karmapa ; mais une enquête sérieuse reste doit être entreprise pour restituer l'histoire des idées au Tibet dans son exactitude, hors des discours idéologiques.
Gorampa « ne reproche pas aux shentong de ne pas être bouddhistes mais seulement de ne pas avoir la bonne foi de reconnaître que leurs thèses n'ont presque rien de commun avec le  madhyamaka »  et « il présente le shentong comme, pourrait-on dire, une formation de transition entre l'idéalisme bouddhique [Le Cittamātra] et la Voie médiane [le  madhyamaka] ».
Gorampa va reprocher à cette approche d'être trop « éternaliste ». Il lui reproche, en effet, de conserver un aspect substantialiste dans l'absolu et de considérer que ce qui fait l'expérience de l'absolu et l'absolu lui-même sont séparés.
Le « grand Madhyamaka » qui est une reformulation moins éternaliste de la doctrine  Dolpopa sera enseigné au XXe siècle par des maîtres comme Kalou Rinpoché (1905-1989) et  Düdjom Rinpoché (1904-1987).
Les tenants du shentong ou du « grand Madhyamaka » ont tendance à penser que le troisième tour de roue du Dharma est de sens définitif et que le deuxième tour de roue du Dharma doit être interprétée.

### L'approche de Tsongkhapa
Tsongkhapa (1357-1419) était un sakyapa mais c'est lui qui a fondé l'école Gelugpa (celle des dalaï-lamas) qui va dominer le Tibet à partir du XVIIe. Il adopte une approche madhyamaka prāsangika stricte basée sur l'interprétation de Candrakîrti  (VIIe siècle) du madhyamaka. Ses idées sont développées dans son Lam Rim. Pour Tsongkhapa, l'absolu est défini  par négation de l'existence intrinsèque des phénomènes sans plus (« absolu de pure négation »). D'autre part, Tsongkhapa va reprendre la doctrine de Gampopa (1079–1153), elle-même héritée de Candrakîrti, qui considère la connaissance de l'absolu comme une non-connaissance. C'est-à-dire que pour Gampopa et Tsongkhapa « la perception de l'absolu n'est qu'un nom pour la simple non-perception, ou suppression de toutes les opérations mentales ».
Tsongkhapa déclare de façon catégorique que le deuxième tour de roue du Dharma est de sens définitif et que le troisième tour de roue du Dharma doit être interprétée. D'autre part, il dit que  de deuxième tour de roue du Dharma n'est qu'un prolongement du premier tour de roue du Dharma et, qu'en particulier, la vacuité de tous les phénomènes qui est au centre  du deuxième tour de roue du Dharma est contenu en germe dans l'enseignement de l'inexistence du soi de la personne qui est au cœur de  la premier tour de roue du Dharma. Tsongkhapa refuse d'adopter la description en huit consciences du Cittamātra même sur le plan de la vérité relative contrairement à  Dolpopa et Gorampa (mais Gorampa la comprend dans un sens très particulier, éloigné de la lettre des textes de l'idéalisme bouddhique).
La pensée de  Tsongkhapa, du moins telle qu'elle a été comprise par ses successeurs, va dominer toute l'école Gelugpa et va devenir la doctrine quasi-officielle du Tibet avec l'arrivée au pouvoir de cette école.
Gorampa va reprocher à cette approche d'être une version extrémiste du  Madhyamaka qui tend vers le Nihilisme.
La pensée de Tsongkhapa fait toujours autorité dans l'école Gelugpa des dalaï-lamas à l'époque moderne.

### L'approche de Gorampa
En fait, elle est très proche, à certains égards, de celle du penseur Nyingmapa Longchenpa (1308-1364), même si Gorampa ne semble pas s'en être rendu compte. La proximité de ces deux penseurs sera aperçue par de nombreux tibétains par la suite, entre autres, par Mipham Rinpoché (1846–1912) qui, sans le dire (il ne se réclame expressément que de Longchenpa), tentera une synthèse de la pensée de ces deux auteurs. L'approche se veut la Voie médiane entre celle trop « éternaliste » de Dolpopa et celle trop « nihiliste » de Tsongkhapa. Il s'agit de présenter la Réalité ultime (le Dharmadhatu) non comme « une aride absence comme Tsongkhapa ni comme un arrière-monde lumineux, mais distinct de l'illusoire ici-bas comme  Dolpopa […] mais comme radieuse, vivante, et indissociable de son expression infinie ».
Plus précisément, pour Gorampa comme pour Longchenpa et  Mipham Rinpoché :
- Contrairement à ce que dit  Tsongkhapa, il y a bien une connaissance de l'absolu.
- Contrairement à Dolpopa, l'absolu est totalement vide d'essence propre. « Tout en maintenant avec  Dolpopa, tous les attributs positifs de l'absolu, à la différence de cet auteur [Gorampa et Longchenpa] n'en posent pas moins que l'absolu est vide de sa nature propre»[14]. « Chez  Dolpopa, les phénomènes sont vides et il existe une nature de Bouddha immaculée; chez Longchenpa [et chez Gorampa], cette nature de Bouddha est identique à la vacuité [15] ».
- Contrairement à Dolpopa, il est impossible de concevoir l'absolu pris séparément de la connaissance qui en fait l'expérience. « La connaissance principielle (jñāna) est la même chose que l'absolu, l'absolu qui se révèle à sa propre lumière [16] ».

Les tenants de cette doctrine ont tendance à penser que le deuxième tour de roue du Dharma et le troisième tour de roue du Dharma  sont, toutes les deux, de sens définitif.
Cette position va dominer chez les sakyapa et, depuis Mipham, chez les Nyingmapas. C'était, en particulier, la doctrine de maîtres particulièrement éminents comme  Jamyang Khyentsé Chökyi Lodrö (1893-1959) et Dilgo Khyentse Rinpoché (1910-1991), qui sur le plan doctrinal, étaient des héritiers directs de Mipham Rinpoché.

### Études et traductions
- Arguillère, Stéphane: Gorampa, La Distinction des Vues, Rayon de Lune du Véhicule suprême (traduction du lTa ba'i shan ’byed), Fayard, Trésors du bouddhisme, 2008, Fayard   (ISBN 2070755037)).
- Cabezon, Jose Ignacio & Geshe Lobsang Dargyay. (2007) Freedom from Extremes: Gorampa's "Distinguishing the Views" and the Polemics of Emptiness (Studies in Indian and Tibetan Buddhism) Wisdom.  (ISBN 0-86171-523-3) (autre traduction du lTa ba'i shan ’byed).
- Della Santina, Peter, Madhyamaka Schools in India, Motilal Banarsidas, Delhi, 1986,  (ISBN 978-8120801530) [17] – Ce livre est une sorte de paraphrase abrégée du dBu ma spyi ston (Exposé général du Madhyamaka) de Gorampa ; mais ce livre paraît confus et on peut se demander si son P. Della Santina a toujours bien saisi le sens du texte. Son mérite a été de se rendre compte, sans doute le premier parmi les tibétologues, de l'importance de l'auteur; mais il ne l'utilise que comme source pour comprendre et classer les tendances diverses du Madhyamaka en Inde.
- Dreyfus, Georges, Recognizing Reality, Dharmakīrti's Philosophy and Its Tibetan Interpretations de Georges Dreyfus, State University of New York Press, 1997  (ISBN 0791430987), est très riche d'informations sur la pensée de Gorampa, notamment dans le domaine de la philosophie du langage, de la théorie de la connaissance et de la logique, aspects qui ne sont pas abordés dans cet article (alors que presque trois volumes sur treize de ses œuvres sont consacrées à des questions de tshad ma, contre pas plus d'un volume et demi pour le Madhyamaka). Voir les nombreuses entrées dans l'index, p. 605.
- Dreyfus, Georges B. J. and McClintock, Sara (2003) The Svatantrika-Prasangika Distinction  (ISBN 0-86171-324-9)
- Kassor, Constance (2011) 'Gorampa [go rams pa]' in Stanford Encyclopedia of Philosophy
- Stöter-Tillman, Jürgen, et Tashi Tsering, Removal of Wrong Views – A General Synopsis of the «Introduction to the Middle» and Analysis of the Difficult Points of Each of its Subjects, by Go bo Rab ’byams pa Bsod nams Seng ge [traduction du lTa ba ngan sel], International Buddhist Academy (IBA of Khenpo Appey Rinpoche), Kathmandu, 2005. [pas d'ISBN] C'est du lTa ba ngan sel que sont tirés les passages remarquables sur la question de l'omniscience des Bouddhas qui figurent dans Profusion de la vaste sphère (cf. ci-dessous note 7).

- Thakchoe, Sonam (2007) The Two Truths Debate: Tsongkhapa and Gorampa on the Middle Way Wisdom  (ISBN 0-86171-501-2) Études et traductions

- Notices d'autorité :   - VIAF
  - ISNI
  - BnF (données)
  - IdRef
  - LCCN
  - GND
  - CiNii
  - Pays-Bas
  - Pologne
  - Israël
  - NUKAT
  - Norvège
  - WorldCat

### Vie de Gorampa
On trouve une biographie de Gorampa dans:
- Le Dictionnaire Encyclopédique du Bouddhisme / Philippe Cornu, Seuil, nouvelle éd. 2006.
- Le Commentaire par Stéphane Arguillère de  Nyoshül Khenpo Rinpoché, Le chant d'illusion et autres poèmes, commenté et traduit par Stéphane Arguillère, 2000, Gallimard   (ISBN 2070755037).

### Édition des œuvres en tibétain
Tous les travaux récents ont été rendus possibles par la publication en 1995 d'une collection d'œuvres complètes (Kun mkhyen Go bo rab ’byams pa'i bka’ ’bum) en 13 volumes, « published by : Yashodhara Publications for Dzongsar Institute, Bir » en Inde. En effet, les écrits de Go rams pa étaient devenus très rares au Tibet, apparemment à la suite de leur suppression systématique par l'État tibétain organiquement lié à l'école dite dGe lugs, dont les doctrines avaient été méthodiquement critiquées par cet auteur. Ce sont les maîtres rnying ma pa du Khams, notamment mKhan chen gZhan dga’ (gZhan phan chos kyi bzang po), qui, à la fin du XIXe et du début du XXe siècle, qui avaient le plus travaillé à tirer de l'oubli l'œuvre de celui qu'il n'est pas exagéré de regarder comme l'un des plus grands philosophes que le Tibet ait connus.